# カザレッジョ・ノヴァーラ
カザレッジョ・ノヴァーラ（伊: Casaleggio Novara）は、イタリア共和国ピエモンテ州ノヴァーラ県にある、人口約900人の基礎自治体（コムーネ）。

## 地理

### 位置・広がり
| 隣接するコムーネは以下の通り。 - ブリオーナ - カステッラッツォ・ノヴァレーゼ - マンデッロ・ヴィッタ - サン・ピエトロ・モゼッツォ - ヴィコルンゴ |